# Ceticismo antigo
Ceticismo filosófico (em grego:  σκέψις - skepsis, em português:  "investigação") é tanto uma escola de pensamento filosófico quanto um método que atravessa disciplinas e culturas. Muitos céticos examinam criticamente os sistemas de significado de sua época e este exame muitas vezes resulta em uma posição de ambiguidade ou dúvida. Na Antiguidade, o ceticismo filosófico é a designação das doutrinas criadas pelos filósofos gregos Pirro de Élis (século III a. C.) ( ceticismo pirrônico ou pirronismo) e Carnéades de Cirene (século II a.C.) (ceticismo acadêmico). E  posteriormente desenvolvidas por alguns nomes principais, como Enesidemo (século I a.C.), Clitomáco (século I a.C.)  e Sexto Empírico (século I a.C.). A doutrina é caracterizada principalmente pela adoção do princípio da antilogia, que, no plano moral, conduzia à epoké, seguida da ataraxia.
O ceticismo filosófico, tanto o pirrônico. quanto o acadêmico, realizam um exame crítico dos sistemas dogmáticos.
O cético é aquele que, insatisfeito com as irregularidades do mundo, saiu a procura de explicações que o levasse a verdades sobre como entender e resolver estas irregularidades. De posse da verdade o cético esperaria alcançar, enfim, paz de espírito. Porém nenhum sistema filosófico que ele estudou foi capaz de lhe proporcionar qualquer certeza absoluta sobre os objetos de estudo. Ainda por cima, para todo sistema dogmático que afirmava ter descoberto a verdade, havia sempre um outro sistema dogmático oposto ao primeiro e igualmente convincente (antilogia) que também dizia ter encontrado a verdade. Diante destas contradições e incertezas, e da até então impossibilidade de alcançar uma explicação absolutamente verdadeira, o cético decidiu por suspender seus juízos (epoké), encontrando assim, paz de espírito (ataraxia), que antes ele esperava alcançar de posse da verdade".